# Il bel Ciccillo
Il bel Ciccillo è un brano musicale italiano; i versi sono di Arturo Trusiano, la musica di Salvatore Capaldo e fu una creazione dell'artista Giovanni Mongelluzzo, Napoli, Bideri, 1917.
Divenne un cavallo di battaglia degli spettacoli di Gustavo De Marco al teatro Jovinelli in cui si esibiva anche il giovane Totò. Quando un giorno De Marco non poté presenziare per indisposizione Totò lo sostituì proponendo a sua volta la macchietta "Il bel Ciccillo", imitando lo stile "marionettistico" di De Marco; il successo di quella serata ("sei meglio di De Marco" si dice urlassero dal pubblico) fece pian piano scalzare De Marco e Totò divenne titolare del numero.
Nella pellicola Yvonne la Nuit del 1949 Totò ripropone "Il bel Ciccillo" in versione abbreviata senza la seconda strofa.
Si ricordano anche la versione di Nino Taranto e, più recente, quella di Vittorio Marsiglia e di Stefano Bollani nell'album Napoli Trip (2016).
Taluni lo ricordano con il titolo Don Ciccio pasticcio ma il titolo corretto e depositato da Mongelluzzo è Il bel Ciccillo.